# Нарасімха I
Нарасімха I (*д/н– 1173) — магараджахіраджа Держави Хойсалів в 1152—1173 роках. Домігся повної незалежності, активно воював з сусідами.

## Життєпис
Син магараджи Вішнувардхани. 1145 року оголошено співправителем батька. 1152 року спадкував владу. Невдовзі закріпив титул магараджахіраджа. Невдовзі підтримав повстання Біджали II, магараджи Південних Калачура, Прола II, нріпаті Держави Какатіїв, проти Тайлапи III, магараджахіраджи Західних Чалук'їв, якому 1157 року було завдано ніщивної поразки.
Скористався протистоянням південних Калачура і Какатіїв для розширення володінь за рахунок Західних Чалук'їв. Втім зорештою вимушен був виступити проти Біджали II, який завдав поразки війську Хойсалів. Але вже після смерті Біджали у 1167 року Нарасімха I поновив війну проти Совідеви, нового магараджи Південних Калачура.
В наступні роки протистояв магараджахіраджи Джагадекамаллі III, що завдав рішучих поразок Південним Калачура. Невдачі у війні з ним спричинило заколот знаті та військовиків на чолі із сином Нарасімхи I — Віра Балалою, — що повалив батька й захопив трон.